# Xã Warsaw, Quận Rice, Minnesota
Xã Warsaw (tiếng Anh: Warsaw Township) là một xã thuộc quận Rice, tiểu bang Minnesota, Hoa Kỳ. Năm 2010, dân số của xã này là 1.320 người.